# DR's Kulturarvsprojekt
DR's Kulturarvsprojekt blev oprettet i forbindelse med medieforliget 2007-2010, hvor politikerne afsatte en særbevilling på 75 mio. kr. til at sikre DR's arkiver af hensyn til kulturarven. Med pengene fulgte også en forpligtelse til at "arbejde aktivt for i videst muligt omfang at gøre DRs arkiver tilgængelige for danskerne". Forpligtelsen fremgår af den public service kontrakt som DR indgår med Kulturministeriet.
Bevillingen administreres af DR under et særskilt regnskab og der rapporteres løbende direkte til Kulturministeriet. DR's Kulturarvsprojekt er organisatorisk placeret i direktørområdet DR Medier med Mediedirektør Gitte Rabøl, som overordnet ansvarlig. 
Formålet med DR's Kulturarvsprojekt er at digitalisere DR's arkiver, så de er sikret for eftertiden og at give alle danskere mulighed for at gå på opdagelse i vores fælles historie.

## Formidling
Indtil videre har DR's Kulturarvsprojekt gennemført en række formidlingsprojekter såsom Bonanza, Nordisk forfatteratlas og City Soundspace. Derudover samarbejder DR's Kulturarvsprojekt med en række nationale kulturinstitutioner herunder Det Danske Filminstitut, Det Kongelige Bibliotek, Nationalmuseet, Statsbiblioteket, Statens Arkiver, Statens Museum for Kunst og Kulturstyrelsen om at samle den danske kulturarv på www.danskkulturarv.dk.

## Kort om arkivet
Det anslås, at DR's arkiv rummer godt 100.000 timers tv og film og 473.000 timers radio. Det præcise antal er svært at vurdere, ikke mindst fordi materialet ligger på vidt forskellige formater. Nogle er på størrelse med en tændstikæske mens andre er på størrelse med en fortovsflise, men fælles for dem alle er, at de er skrøbelige og at kvaliteten bliver forringet med tiden.
Radioudsendelserne går helt tilbage til 1930’erne og består af nyhedsudsendelser, hørespil, montager, oplæsninger og meget andet.